# Collegio San Francesco
Il Collegio San Francesco è un istituto scolastico di Lodi, situato fra piazza Ospitale e via San Francesco. È gestito dai padri barnabiti dal 1842, anno in cui la congregazione iniziò il suo apostolato nella chiesa omonima.
La scuola interna comprende l'asilo nido, la scuola dell'infanzia, la scuola primaria, la scuola secondaria di primo grado e i licei classico e scientifico. Il complesso accoglie anche un convitto per alunni interni.
Sono presenti nel collegio: 
- una biblioteca con circa 50 000 volumi;
- un museo di scienze naturali con più di 6 000 reperti;
- un museo degli strumenti scientifici con circa 750 pezzi datati tra il XVII e il XX secolo.